# Osa rudawa
Osa rudawa (Vespula rufa) – gatunek owada z rodziny osowatych (Vespidae), podobny do osy pospolitej, jednak u nasady odwłoka występuje u niej charakterystyczne rudawoczerwone zabarwienie. Długość ciała od 1 do 2 cm.
Osy tego gatunku występują na suchych nasłonecznionych łąkach, polach, nieużytkach i skarpach. Gniazda o wielkości niewielkiej piłki buduje pod ziemią. Gniazdo składa się zwykle z 3–5 plastrów zawierających łącznie zaledwie kilkaset komórek. Osa rudawa występuje w przeważającej części Europy, w Azji i w Ameryce Północnej. W Polsce pospolita lecz trudna do zauważenia.
Użądlenie jest bolesne, a u osób uczulonych na jad może wywołać wstrząs anafilaktyczny.

## Przypisy

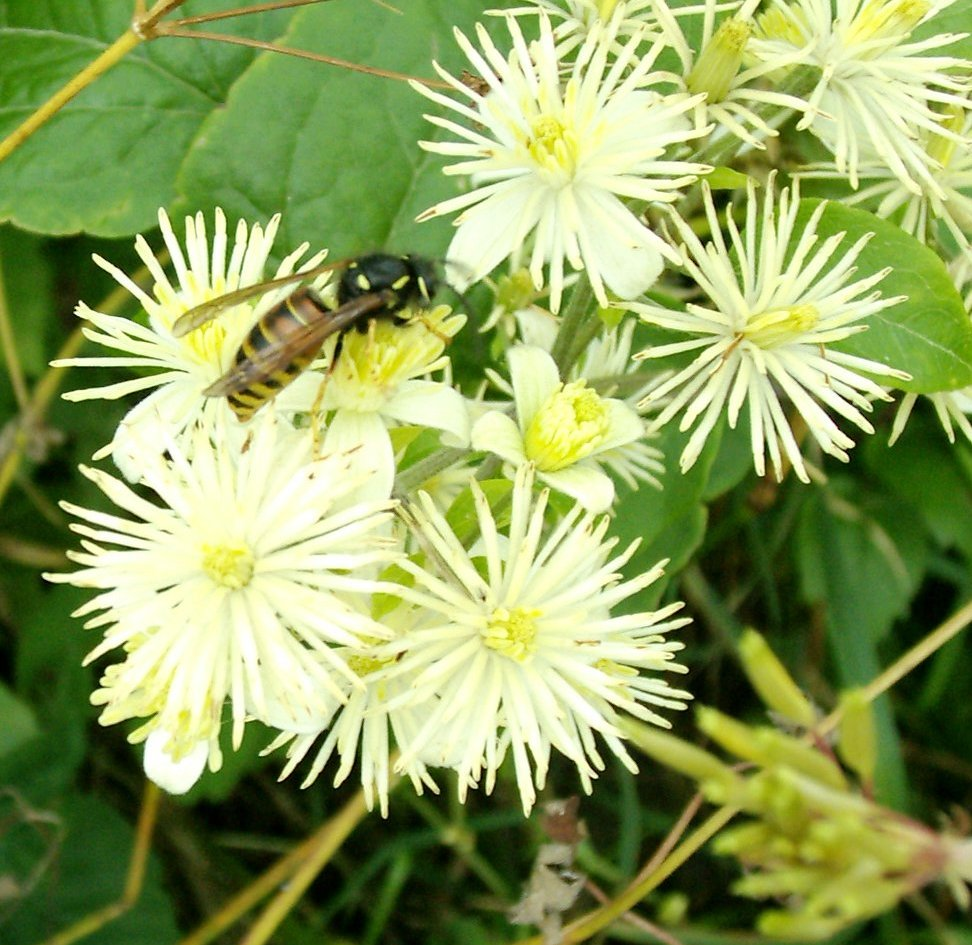
Osa rudawa na kwiatach powojnika pnącego